# Kepler-352
Kepler 352 és una estrella un 20% més petita i menys massiva que el sol. Està situada a 912 anys llum de la terra (280 parsecs). S'hi han detectat dos planetes: Kepler-352b i Kepler-352c.